# پارک ملی دابلیو
پارک ملی دابلیو (فرانسوی: Parc Regional W‎) یک منطقه محافظت شده در کشورهای نیجر، بورکینافاسو و بنین است.
این پارک که در حوزه رودخانه نیجر قرار دارد و دارای ۱۰٬۰۰۰ کیلومترمربع مساحت می‌باشد جانورانی همچون موریانه‌خوار، عنتر دم‌کوتاه، گاومیش آفریقایی، سیاه‌گوش، یوزپلنگ، فیل بیشه آفریقایی، اسب آبی، پلنگ آفریقایی، یوزگربه، زگیل‌داران، فیل آفریقایی، زرافه آفریقای غربی و یوزپلنگ شمال‌غربی آفریقا در آن زندگی می‌کنند.
پارک ملی دابلیو در سال ۱۹۹۶ در فهرست میراث جهانی یونسکو ثبت شده‌است.

## نگارخانه

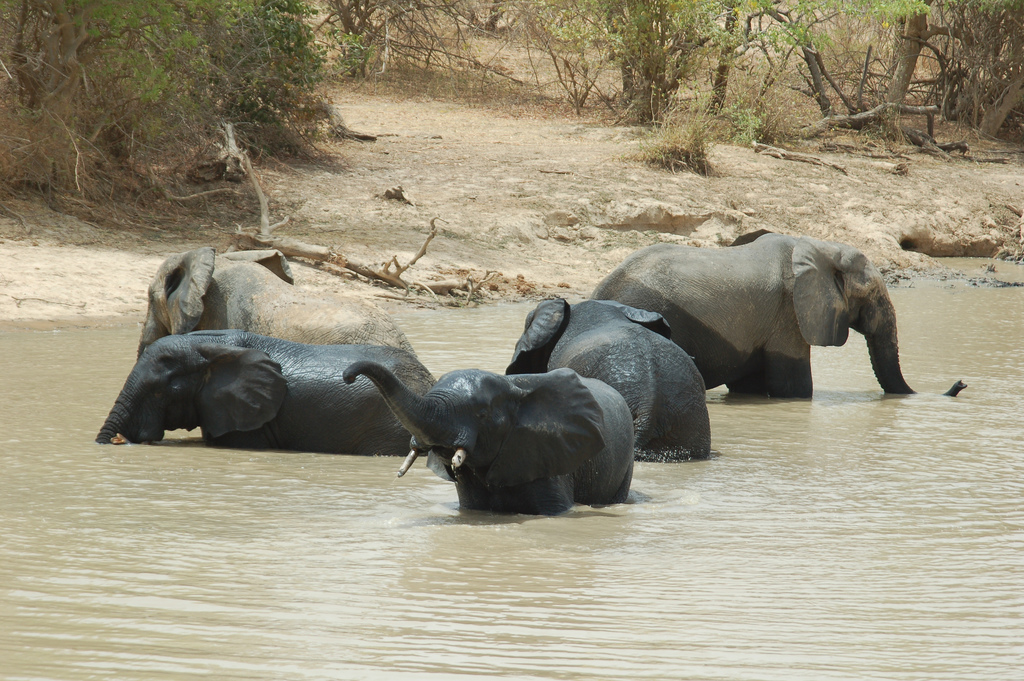
فیل
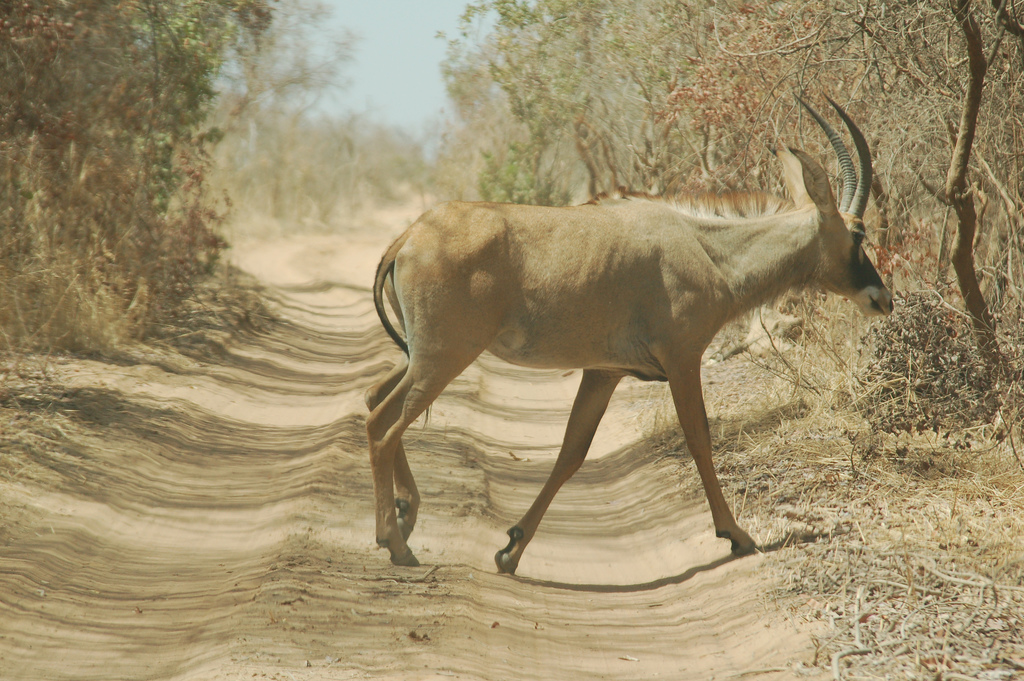
شاخ‌بلند ابرش
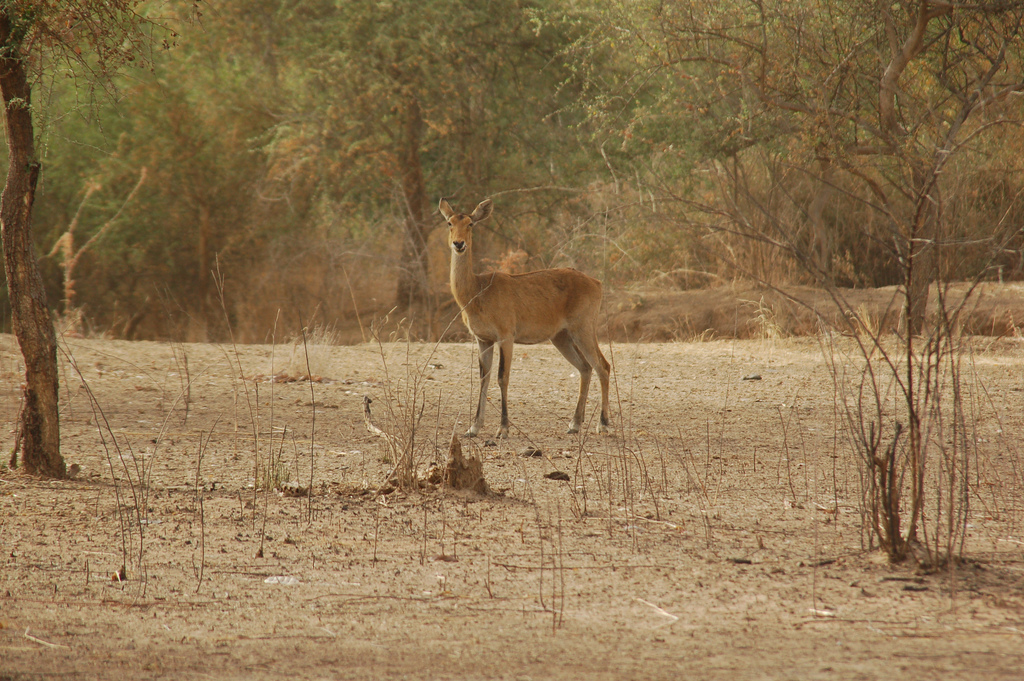
کوب antelope
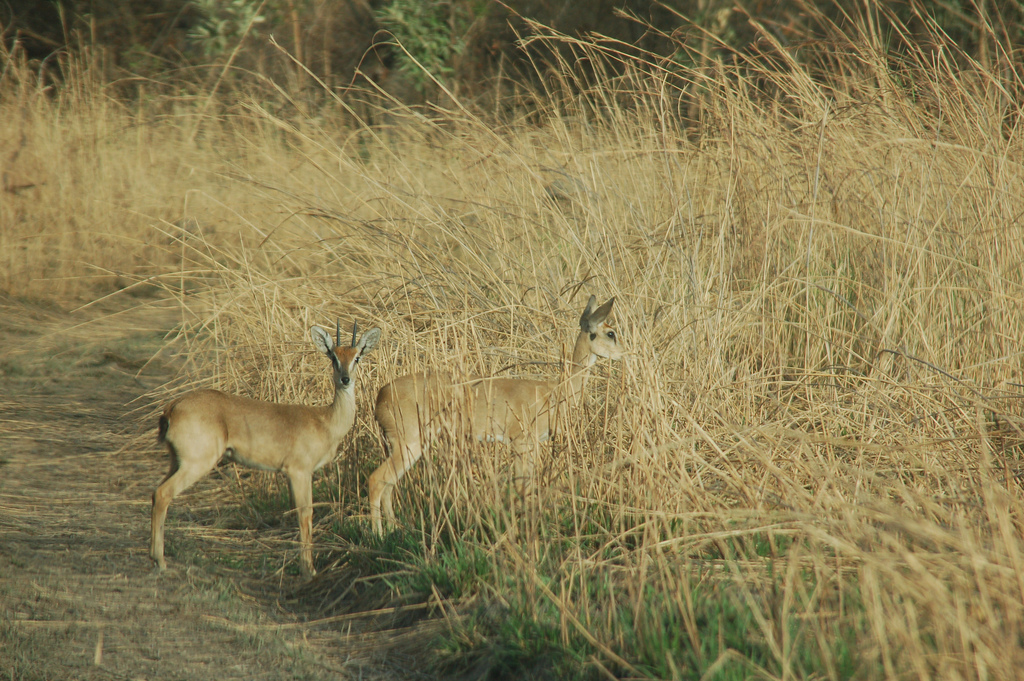
آهوی رنگ‌پریده
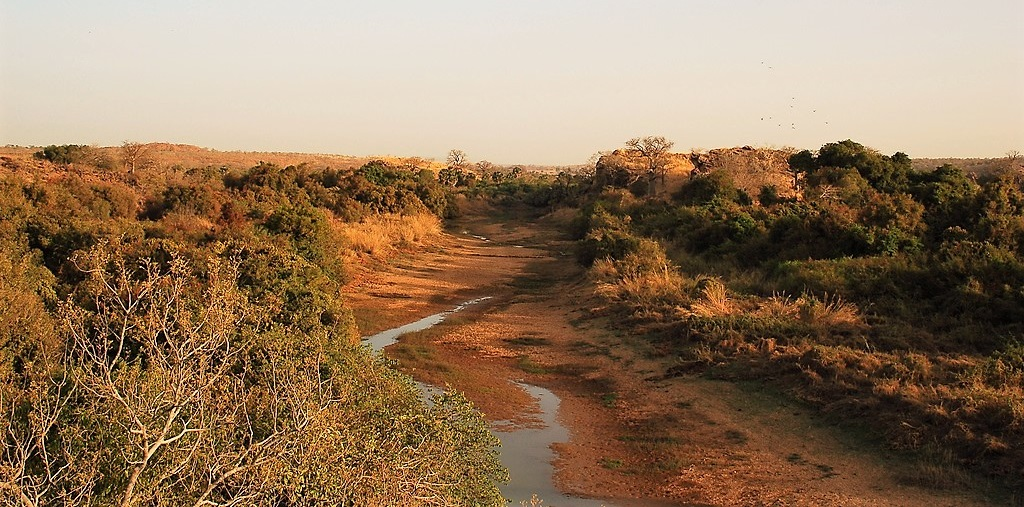
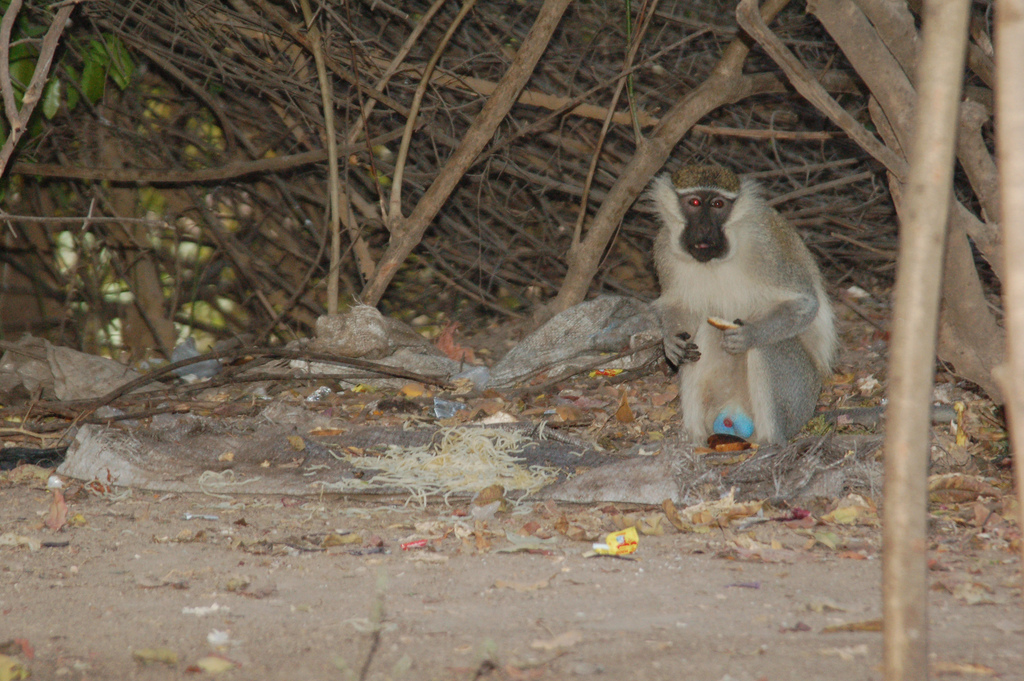
میمون تانتالوس